# Lesley Gore
Lesley Gore, pseudonimo di Lesley Sue Goldstein (New York, 2 maggio 1946 – New York, 16 febbraio 2015), è stata una cantante statunitense, una delle migliori performer conosciute all'epoca delle girl group.

## Carriera
Cresciuta a Tenafly, nel New Jersey, da genitori ebrei, Gore è stata scoperta in età adolescenziale. Il suo primo singolo, uscito quando aveva 16 anni, fu It's My Party,  forse ancora uno dei suoi pezzi più famosi. Con tale brano raggiunse nel 1963 la prima posizione nella Billboard Hot 100 per due settimane e il 9º posto in Gran Bretagna. Un anno dopo, It's My Party ebbe una versione italiana, cantata da Richard Anthony dal titolo "La mia festa".
Tra i brani successivi si ricordano Judy's Turn to Cry (il seguito di It's My Party), She's a Fool, il pre-femminista You Don't Own Me, e Maybe I Know. La cantante fu tra i primi artisti ad avere Quincy Jones come produttore.
Anziché accettare contratti televisivi e cinematografici, Gore scelse di frequentare il Sarah Lawrence College a Bronxville, New York. Questo limitò la sua carriera pubblica ai weekend e alle vacanze estive. Nonostante ciò, durante la metà del 1960, Gore continuò ad essere una delle più famose cantanti negli Stati Uniti e in Canada.
Alla fine degli anni sessanta, comunque, la sua fama calò dal momento che i gusti popolari si stavano spostando verso suoni psichedelici. Il suo ultimo successo fu California Nights (1967), che fu eseguita in un episodio della serie tv Batman, dove l'artista apparve anche come attrice. Successivamente, Gore continuò ad essere impegnata nell'industria musicale, esibendosi in concerti e spettacoli cabaret. Raggiunse un notevole successo come autrice di canzoni per altri artisti. Sono sue alcune delle canzoni della colonna sonora del film del 1980 Saranno famosi (Fame). Ricevette una nomination agli Academy Awards per Out Here on My Own, scritta con il fratello Michael per Irene Cara.
Gore fu impegnata, facendo concerti e apparizioni televisive e in tempi più recenti (2005) registrando l'album Ever Since autoprodotto e acclamato dalla critica; è anche conosciuta per aver intrapreso diversi generi musicali, incluso una credibile parte nell'album degli AC/DC, Dirty Deeds Done Dirt Cheap.

## Vita privata
Nonostante Gore non avesse dichiarato nulla fino al 2005, la sua omosessualità non era propriamente un segreto e lei stessa dichiarò che, nei circoli dell'intrattenimento, il suo orientamento sessuale era ben conosciuto. Dichiarò inoltre di non sapere del suo orientamento fino all'età di 20 anni e, quando scoprì di essere lesbica, non pensò mai di rivelarlo pubblicamente, ma allo stesso tempo non si preoccupò di nasconderlo.
Il film Grace Of My Heart del 1996 includeva un personaggio (interpretato da Bridget Fonda) che, nonostante le resistenze, era simile a quello di Gore. All'inizio del 2004 Gore era ospite nella serie PBS in The Life, focalizzato sui problemi LGBT.

## Morte
Lesley Gore è morta presso il Presbiteryan Hospital di New York il 16 febbraio 2015, a 68 anni, a seguito di un tumore. La notizia fu riferita all'Associated Press dalla compagna della cantante, Lois Sasson.

## Discografia

### Album
- 1963 – I'll Cry If I Want To (Mercury Records, MG 20805/SR 60805)
- 1963 – Lesley Gore Sings of Mixed-Up Hearts (Mercury Records, MG 20849/SR 60849)
- 1964 – Boys, Boys, Boys (Mercury Records, MG 20901/SR 60901)
- 1964 – Girl Talk (Mercury Records, MG 20943/SR 60943)
- 1965 – The Golden Hits of Lesley Gore (Mercury Records, MG 21024/SR 61024) Raccolta
- 1965 – My Town, My Guy & Me (Mercury Records, MG 21042/SR 61042)
- 1966 – Lesley Gore Sings All About Love (Mercury Records, MG 21066/SR 61066)
- 1967 – California Nights (Mercury Records, MG 21120/SR 61120)
- 1968 – Lesley Gore Golden Hits Vol.2 (Mercury Records, SR 61185) Raccolta
- 1969 – The Sound of Young Love (Wing Records, PKW-2-119) Raccolta
- 1972 – Someplace Else Now (MoWest Records, MW 117L)
- 1975 – Lesley Gore's Party (Philips Records, 6336 226) Raccolta, pubblicato in UK
- 1975 – Love Me by Name (A&M Records, SP-4564)
- 1982 – The Canvas Can Do Miracles (51 West Records & Tapes, Q 16261)
- 1986 – The Lesley Gore Anthology (Rhino Records, RNFP 71496) Raccolta
- 1989 – Der Erste Tanz (Bear Family Records, BF 15264) Pubblicato in Germania, registrazioni del 1964
- 1994 –  It's My Party! (Bear Family Records, BCD 15742 EI) Raccolta 5 CD, pubblicato in Germania
- 1998 – Sunshine, Lollipops & Rainbows (The Best of Lesley Gore) (Rhino Records, R2 75325) Raccolta
- 2000 – The Best of Leslie Gore (The Millennium Collection) (Mercury Records, 314 548 077-2) Raccolta
- 2005 – Ever Since (Engine Company Records, ECR0506014)

### Singoli
- 1963 – It's My Party/Danny (Mercury Records, 72119)
- 1963 – Judy's Turn to Cry/Just Let Me Cry (Mercury Records, 72143)
- 1963 – She's a Fool/The Old Crowd (Mercury Records, 72180)
- 1963 – You Don't Own Me/Run Bobby, Run (Mercury Records, 72206)
- 1964 – Je ne sais plus (You Don't Own Me)/Je n'ose pas (Run Bobby, Run) (Mercury Records, 72245)
- 1964 – That's the Way Boys Are/That's the Way the Ball Bounces (Mercury Records, 72259)
- 1964 – I Don't Wanna Be a Loser/It's Gotta Be You (Mercury Records, 72270)
- 1964 – Maybe I Know/Wonder Boy (Mercury Records, 72309)
- 1964 – Hey Now/Sometimes I Wish I Were a Boy (Mercury Records, 72352)
- 1964 – Look of Love/Little Girl Go Home (Mercury Records, 72372)
- 1965 – All of My Life/I Cannot Hope for Anyone (Mercury Records, 72412)
- 1965 – Sunshine, Lollipops and Rainbows/You've Come Back (Mercury Records, 72433)
- 1965 – My Town, My Guy and Me/A Girl in Love (Mercury Records, 72475)
- 1965 – I Won't Love You Anymore (Sorry)/No Matter What You Do (Mercury Records, 72513)
- 1966 – We Know We're in Love/That's What I'll Do (Mercury Records, 72530)
- 1966 – Young Love/I  Just Don't Know If I Can (Mercury Records, 72553)
- 1966 – Off and Running/I Don't Care (Mercury Records, 72580)
- 1966 – Treat Me Like a Lady/Maybe Now (Mercury Records, 72611)
- 1966 – California Nights/I'm Going Out (The Same Way I Came In) (Mercury Records, 72649)
- 1967 – Summer and Sandy/I'm Fallin' Down (Mercury Records, 72683)
- 1967 – Brink of Disaster/On a Day Like Today (Mercury Records, 72726)
- 1967 – Magic Colors/It's a Happening World (Mercury Records, 72759)
- 1968 – Small Talk/Say What You See (Mercury Records, 72787)
- 1968 – He Gives Me Love (La La La)/Brand New Me (Mercury Records, 72819)
- 1968 – I Can't Make It Without You/Where Can I Go (Mercury Records, 72842)
- 1968 – I'll Be Standing By/Look the Other Way (Mercury Records, 72867)
- 1968 – You Don't Own Me/That's the Way Boys Are (Philco-Ford Corporation, H.P. 21)
- 1969 – Take Good Care (Of My Heart)/You Sent Me Silver Bells (Mercury Records, 72892)
- 1969 – Take Good Care (Of My Heart)/I Can't Make It Without You (Mercury Records, 72892)
- 1969 – 98.6/Lazy Day/Summer Symphony (Mercury Records, 72931)
- 1969 – Wedding Bell Blues/One by One (Mercury Records, 72969)
- 1970 – Why Doesn't Love Make Me Happy/Tomorrow's Children (Crewe Records, 338)
- 1970 – When Yesterday Was Tomorrow/Why Me, Why You (Crewe Records, 344)
- 1971 – Back Together/Quiet Love (Crewe Records, 601)
- 1972 – She Said That/The Road I Walk (MoWest Records, MW 5029)
- 1973 – Give It to Me, Sweet Thing/Don't Want to Be One (MoWest Records, MW 5042)
- 1975 – Immortality/Give It to Me, Sweet Thing (A&M Records, 1710)
- 1976 – Sometimes/Give It To Me, Sweet Thing (A&M Records, 1829)

## Filmografia

### Attrice
- The T.A.M.I. Show, regia di Steve Binder (1964)
- Batman – serie TV, episodi 2x40-2x41 (1967)
- La valle dei pini (All My Children) – soap opera, 6 episodi (1982-1983)
- Murphy Brown – serie TV, episodio 10x16 (1998)